# Теологија тела
Теологију тела увео је у употребу папа Јован Павле II разлажући своју интегралну визију људске особе као истоврено телесне, душевне и духовне. Физичко људско тело има посебно значење и учествује у развијању одговора на темељна питања наших живота.
Тај је свој приступ папа Јован Павле II развио у својих 129 катехеза средом, између 1979. и 1984. Он поново разматра Свето писмо и учење о томе шта је човек био у почетку (пре Адамовог пада), што је данас и што ће бити у будућем свету. Папа Јован Павле II руши мит да Католичка црква осуђује секс, како кроз своју Теологију тела тако и кроз раније радове.
Данашњи катекизам Католичке цркве, којег је исти папа прогласио 1992, говори о телу и телесности у чланцима 2289—2298, а о сексуалности у чланцима 2331—2386 (објашњење шесте заповести, „не учини прељубу“). Телесно здравље је »драгоцени Божји дар« (2288), али хришћанско се ћудоређе »противи новопоганском схватању, које промовише култ тела коме би требало све жртвовати, уздижући телесно савршенство и спортски успех као нека божанства.« (Чланак 2289).